# Escarabajo Escarlata
El Escarabajo Escarlata (inglés: Scarlet Scarab) es el nombre de 3 personajes ficticios que aparecen en los cómics estadounidenses publicados por Marvel Comics.
May Calamawy interpreta a Layla El-Faouly en la serie de televisión Universo Cinematográfico de Marvel Moon Knight (2022), y su personaje se convierte en una versión femenina del Escarabajo Escarlata en el episodio final.

## Historial de publicaciones
Según Roy Thomas, Escarabajo Escarlata, como Escarabajo Plateado en Infinity Inc., era un homenaje a la encarnación de Dan Garret del Escarabajo Azul "sobre quien había escrito mi segunda historia profesional de cómics en 1965". Los creadores del Escarabajo Rubí se llamaban Garret y Dann.

### Abdul Faoul
El primer Escarabajo Escarlata apareció por primera vez en The Invaders #23 (diciembre de 1977), y fue creado por Roy Thomas, Archie Goodwin y Frank Robbins. El personaje también apareció en The Invaders #25 (febrero de 1978).

### Mehemet Faoul
El segundo Escarabajo Escarlata apareció por primera vez en Thor #326 (diciembre de 1982), y fue creado por Doug Moench y Alan Kupperberg. Recibió una entrada en el manual original The Official Handbook of the Marvel Universe #9.

### Layla El-Faouly
Un tercer Escarabajo Escarlata, basado en la encarnación de MCU, debutará en Moon Knight Vol. 9 #25 (septiembre de 2023) del escritor Jed MacKay y arte de Alessandro Cappuccio, Alessandro Vitti y Partha Pratim.

## Biografía ficticia

### Abdul Faoul
Abdul Faoul fue un famoso arqueólogo durante la Segunda Guerra Mundial. El desenterró el Escarabajo Rubí, un artefacto que se creó originalmente para luchar contra los Elementales, alrededor del año 3500 a. C. Cuando el Dr. Faoul tocó el objeto de poder místico, se convirtió en el Escarabajo Escarlata y se convirtió en un campeón de Egipto durante la Segunda Guerra Mundial.
El Dr. Faoul trabajó como enlace entre las Fuerzas Aliadas y el gobierno egipcio, y condujo a Antorcha Humana y Namor a una pirámide recientemente excavada en busca del grupo nacionalista fanático, los Hijos del Escarabajo. Faoul, que en realidad era el líder de los Hijos del Escarabajo, engañó a los héroes para que abrieran la bóveda donde se guardaba el rubí del tamaño de un puño. Como el escarabajo escarlata, primero expulsó a los británicos y luego a los nazis de Egipto. Después de la guerra, el Escarabajo Escarlata continuó luchando contra los criminales hasta que un día en la década de 1950, el rubí simplemente desapareció.
El Dr. Faoul no se había dado cuenta de que el creador de la gema, un poderoso hechicero egipcio predinástico llamado Garret, le había puesto un encantamiento para que regresara a la tumba de Garret cada vez que hubiera agotado su reserva de poder místico. Faoul pasó los siguientes veinte años en busca del rubí, sin darse cuenta de que había regresado al lugar donde lo había encontrado. Eventualmente, los Elementales enviaron a N'Kantu, la Momia Viviente a buscar el rubí. El rubí cambió de manos varias veces después de que N'Kantu lo recuperara, pasando del Monolito Viviente, un ladrón llamado Daniel "the Asp" Aspen, los Elementales y un viajero extradimensional llamado Hécate. Mientras tanto, el Dr. Faoul continuó buscando hasta su muerte. Como acto de muerte, le pidió a su hijo Mehemet que continuara su búsqueda.

### Mehemet Faoul
Mehemet recibió de su padre la caja fuerte en la que había guardado el Escarabajo Rubí. Dentro estaba el disfraz que había usado como Escarabajo Escarlata, un diario de sus hazañas y una foto del rubí. Mehemet consideró que era su deber continuar la búsqueda de su padre, buscando durante años como lo había hecho su padre. Finalmente, Mehemet llegó al lugar de descanso final de la gema. Sosteniendo el rubí, obtuvo los poderes del Escarabajo Escarlata y se dispuso a convertirse en el nuevo campeón de Egipto. Uno de sus objetivos era la protección de los artefactos antiguos de valor incalculable de Egipto. En una misión para recuperar algunos artefactos robados, Escarabajo Escarlata se encontró con Thor, quien confundió sus intenciones y los dos lucharon hasta detenerse.

## Poderes y habilidades
Abdul y Mehemet tienen una fuerza sobrehumana y durabilidad, la capacidad de volar a altas velocidades, la capacidad de disparar ráfagas de energía mística y la capacidad de absorber el poder de otros al contacto. Abdul necesitaba mantener contacto con el Escarabajo para usar su poder.

## En otros medios
May Calamawy protagoniza en la serie de televisión de Marvel Cinematic Universe Moon Knight (2022), como Layla El-Faouly, una arqueóloga y aventurera, quién es la esposa de Marc Spector. Su padre, Mahmoud, era un arqueólogo que fue asesinado por uno de los colegas de Spector. La historia de fondo de El-Faouly se basa en Marlene Alraune, la esposa de Spector en los cómics, que fue cambiada de caucásica a egipcia por sugerencia del director Mohamed Diab, El-Faouly se convirtiera en Scarlet Scarab en el episodio final "Gods and Monsters", tras aceptar ser el avatar temporal de la diosa egipcia Taweret; este nombre fue revelado por Marvel.com después del final de la serie, con Diab notando que no la había conectado con ese personaje de los cómics, explicando, "A veces Marvel elige un nombre y luego le da al personaje que se desarrolla". Señaló que, por el momento, ella no recibió sus poderes del escarabajo, pero finalmente sintió que lo que representaba el personaje era más importante que su nombre.